# Эдди Дин
Эдвард Кантор Дин, обычно Эдди Дин — один из главных героев саги о Тёмной Башне. Появляется во второй книге цикла, «Извлечение троих», его появление было предсказано Роланду Оракулом и Уолтером, которые называли его Узник.

## Внешность
Эдди — симпатичный молодой человек, темноволосый, с красивыми ореховыми глазами, белой кожей. Во второй книге о нём рассуждает стюардесса самолета, на котором он летел:
Он красивый. Нет. Красивый — сильно сказано. Скорее миловидный, но не более того; и с таким бледным лицом своей привлекательностью он обязан разве что хорошим зубам.
В «Бесплодных землях» он описывается так:
В это мгновение <…> он был необыкновенно красивым: молодой человек с непослушными черными волосами, норовящими упасть на его высокий лоб, молодой человек с сильным, подвижным ртом и ореховыми глазами.
Известно, что в минуты волнения Эдди начинает немного шепелявить.

## Характер
Эдди — человек эмоциональный и внушаемый, как натура творческая. На гадальной карте, соответствующей Эдди, он был обозначен как мужчина с огромным безобразным бабуином на плече, изображающим зависимость (в контексте книги можно понять двояко — зависимость от героина и/или от брата). Из-за своей внушаемости Эдди начал употреблять наркотики и перестал заниматься резьбой по дереву, хотя у него неплохо получалось. Но эта же грань его личности помогла ему обрести новую цель в жизни (поиски Башни), и новый смысл — любовь к жене, Сюзанне.
Эдди всегда было необходимо о ком-то заботиться, быть кому-то нужным. Сначала это был его брат, Генри, потом — Роланд (короткое время, пока он был болен и нуждался в заботе) и, наконец, Одетта Холмс.
Эдди — человек несколько легкомысленный и болтливый, иногда грубый. Он любит шутить и ёрничать, за что Роланд его достаточно долгое время не уважал. Но когда эта черта характера спасла ка-тету жизни (в противостоянии с Блейном Моно), Роланд признал силу нелогичного мышления. Чувство юмора и склонность задавать вопросы напоминает Роланду его покойного близкого друга Катберта Оллгуда. Эдди в некотором роде занял в теперешнем ка-тете Роланда его место, место ка-май. Роланд иногда думает, что Эдди суждено умереть, не закрывая рта (как на самом деле умер Катберт).
Эдди способен на глубокие чувства, каковые он испытывает к Роланду (в конце своего пути он называет стрелка отцом) и Сюзанне.

## История

### «Извлечение троих»
Эдди времен второй книги — героиновый наркоман, но распад личности у него ещё не начался. К наркотикам его приобщил его любимый старший брат Генри, с которым у Эдди сложные и запутанные отношения. На момент событий книги Эдди жил в городе Нью-Йорке мира, близкого к нашему (шел 1987 год). В некотором роде ради брата Эдди согласился быть перевозчиком наркотиков — перевозил кокаин по поручению мафиози Энрико Балазара. Когда он летел в самолете, с ним мистическим образом заговорил Роланд, стрелок из другого мира, которому было предсказано, что Эдди станет его спутником. Сначала Эдди подумал, что это галлюцинация, но стрелок убедил его в своей реальности. Он помог Эдди спрятать перевозимые наркотики, на краткий срок перенеся его в другой мир. И, хотя Эдди обыскивали таможенники, они ничего не нашли, и им пришлось отпустить его.
Эдди вошел в контакт с людьми Балазара. Тот к этому времени захватил в качестве гарантии «правильного поведения» Эдди его брата. Из-за очередной дозы героина Генри умер. Эдди и Роланду пришлось вступить в перестрелку с бандитами. Один из людей Балазара тем временем, желая деморализовать Эдди, отрезал у мертвого Генри голову. Но стрелок и Эдди все же вышли из боя победителями. Потрясенный смертью брата наряду с прочим, Эдди не воспротивился бегству в мир Роланда и закрытию двери.
Эдди, попав в мир Роланда, вынужден был справляться со своей зависимостью от героина. Сперва не желая того, и частично по принуждению со стороны Роланда, Эдди становится попутчиком стрелка на пути через Срединный мир. Он заботится о Роланде, практически умирающем от заражения крови, частично потому, что Эдди всегда было необходимо о ком-то заботиться, частично — чтобы не терять возможности вернуться в свой мир.
Вдвоем они находят очередную дверь и Роланд, не обращая внимания на угрозы Эдди, который желает вернуться в Нью-Йорк, извлекает из Нью-Йорка 1964 года Одетту Холмс — чернокожую женщину-инвалида. Эдди влюбляется в утонченную и красивую Одетту почти с первого взгляда, но в её теле находится и другая личность — ужасающая Детта Уокер. Она смертельно опасна, и мужчины едва справляются с ней. В итоге Детта едва не убивает Эдди, но Роланд находит средство исцелить извлеченную им женщину от раздвоения личности. Её сознание становится цельным — и с тех пор эта женщина называет себя Сюзанной (и у Одетты, и у Детты это было вторым именем). Чувства Эдди к ней не угасают.

### «Бесплодные земли»
В романе «Бесплодные земли» из разговора Эдди и Джейка читатель впервые узнаёт, что второе имя Эдди — Кантор, причём Эдди просит удивлённого Джейка никому об этом не рассказывать. Шутка заключается в том, что миссис Дин назвала своего младшего сына в честь популярного американского комедийного актёра.

### «Колдун и кристалл»
В начале четвёртого тома Эдди Дин неожиданным образом спасает весь ка-тет от смерти. Герои уезжают из Лада в скоростном поезде по имени Блейн Моно, имеющем собственный разум (за много лет он успел сойти с ума). Блейн собрался покончить с собой — устроить крушение, заодно убив пассажиров. Блейн вынуждает их загадывать ему загадки, обещая сохранить им жизнь только в том случае, если он не сможет угадать ответ. После того, как члены ка-тета перебрали все когда-либо слышанные им загадки, а Блейн их отгадал, Эдди начал задавать ему шуточные абсурдные загадки, которых он знал множество и которые очень раздражали Роланда. В результате этого кибернетический разум Блейна умер.

### «Тёмная Башня»
В последнем романе, во время нападения на Алгул Сьенто, Эдди был смертельно ранен Пимли Прентиссом, комендантом этого заведения. Он умер на руках у Сюзанны. В одном из миров, где есть город Нью-Йорк, жил двойник Эдди, Эдди Торен, с которым позже воссоединилась Сюзанна, отказавшись пройти с Роландом последнюю часть его пути. В этой реальности Джейк является младшим братом Эдди Торена.

## Эдди и Генри
Генри Дин — старший брат Эдди, разница в возрасте между братьями — восемь лет. Генри изображён автором как типичный уличный хулиган, любящий дешёвый выпендрёж.
Привязанность к старшему брату во многом определяла жизнь Эдди. Куда более способный, гуманистичный и сильный человек, Эдди, тем не менее, был в почти полной психологической зависимости от Генри вплоть до гибели последнего (и даже немного дольше). Генри внушал Эдди неуверенность в себе и был ему примером для подражания, обычно в недостойных поступках (вроде привычки употреблять наркотики). Некоторая часть вины за это подчинение лежит и на матери братьев Дин, которая с малолетства поощряла главенство Генри в их отношениях и подчеркивала достоинства Генри (обычно вымышленные), игнорируя его реальные недостатки. У Эдди и Генри когда-то была сестра (средняя между ними по возрасту), которую в семь лет насмерть сбила машина. После этого мать постоянно твердила, что Генри необходимо «присматривать» за Эдди, чтобы такое не повторилось (отца в их семье не было). Мать считала, что Генри не проявляет успехов в учёбе или спорте только потому, что «присмотр» отнимает у него много времени, и Эдди из-за этого всё время чувствовал себя виноватым.
В то же время Генри иногда демонстрировал, что он очень уважает младшего брата. Так, однажды в их шайке, где Эдди был самым младшим, зашёл разговор о выборе лучшего союзника в драке. Генри, абсолютно не сомневаясь, сказал, что хотел бы драться вместе с Эдди, потому что «когда Эдди в ударе, он может уговорить дьявола прыгнуть в его же костёр».
После гибели брата и перемещения в мир Роланда Эдди не без помощи стрелка сумел взглянуть на свои взаимоотношения с Генри более трезво. Он практически освободился от его влияния, хотя какие-то следы его остались в психике Эдди.

## Эдди и Роланд
После долгих странствий с Роландом молодой человек меняет своё отношение к нему: вместо ненависти, возникшей из-за потери брата, и невозможности для Эдди вернуться в свой мир, приходит доверие. Эдди Дин многому учится у Роланда, и принимает решение помогать ему в поисках Темной Башни. Впоследствии Роланд говорит Эдди, что тот стал настоящим стрелком.
Находясь на смертном одре, Эдди благодарит Роланда за подаренный ему второй шанс, называет Роланда своим отцом.

## Эдди и Сюзанна
Во второй части серии Эдди и Одетта Холмс влюбляются. У них появляются отношения, которые частично помогают Одетте Холмс слиться с Деттой Уокер и стать Сюзанной Дин.
1. ↑  King S. Wolves of the Calla (англ.) — Donald M. Grant, Publisher, 2003.